# Arnold (1328–1340)
Abt Arnold (* unbekannt; † 21. November 1340 in Liesborn) war von 1328 bis 1340 Abt des Benediktinerklosters Liesborn.

## Leben
Abt Arnold war der elfte Abt des Klosters Liesborn. Im Vorfeld seiner Wahl gab es einige Meinungsverschiedenheiten, dennoch schaffte er es am 21. November 1328 von den Ordensbrüdern Rudolph von Merveldt und Heinrich von Hörde vorgeschlagen und in der Folge gewählt zu werden.
Die insgesamt zwölfjährige Amtszeit Arnolds wurde unter anderem dadurch geprägt, dass Bischof Ludwig von Münster dem Kloster verbot, mehr Mönche aufzunehmen, als 1298 vereinbart worden war. Zwar konnte Arnold so das Kloster nicht personell aufstocken, wirtschaftlich schaffte er es allerdings 1329 durch einige Schenkungen den Besitz des Klosters zu vergrößern. Darüber hinaus konnte er, die von seinem Vorgänger Florin Ketelhot mit Hilfe einer gefälschten Papsturkunde beschafften Pontifikalien des Klosters vom Osnabrücker Bischof Gottfried von Arnsberg ein weiteres Mal bestätigen lassen. 1333 soll Arnold außerdem zusammen mit seinem Nachfolger Friedrich Mare 21 Reliquien unter dem Hochaltar des Chors in der Klosterkirche gefunden haben. Er starb 1340.